# Jean-François Caudron
Jean-François Caudron (né le 18 janvier 1978 à Saint-Hubert, province de Québec au Canada) est un joueur professionnel canadien de hockey sur glace. Il évolue au poste d'attaquant.

## Biographie
Après un cursus universitaire effectué à l'Université du Vermont dans la NCAA, il passe professionnel en 2001 avec les Boardwalk Bullies d'Atlantic City dans l'ECHL. Caudron aide l'équipe à remporter la Coupe Kelly 2003. Ses vingt-deux points font de lui le meilleur pointeur des séries éliminatoires durant lesquels il marque cinq buts de la victoire. Il part alors en Europe. Avec le REV Bremerhaven, il accède à la 2. Bundesliga après avoir décroché l'Oberliga. Il gagne une nouvelle ce championnat en 2007 avec le Heilbronner Falken. Lors de sa sixième saison en Allemagne, il est blessé au genou. Il revient alors jouer un an en Amérique du Nord. Il intègre l'effectif du HC Fassa dans la Serie A en 2010. En 2011, il signe aux Diables Rouges de Briançon. Au cours de la Coupe de la Ligue, les Diables Rouges, premiers de la poule D, éliminent ensuite Chamonix puis Rouen pour atteindre la finale de l'épreuve. Le match se dispute sur la glace de Méribel où ils comptent cinq défaites en finale de Coupe de la ligue et de Coupe de France. Après trois échecs à ce stade de la compétition, les Briançonnais l'emportent 4-1 face aux Pingouins de Morzine-Avoriaz et décrochent la première Coupe de la Ligue de leur histoire. Caudron marque deux buts durant cette rencontre.

## Trophées et honneurs personnels

### ECHL
- 2003 : termine meilleur pointeur des séries éliminatoires.
- 2003 : termine meilleur buteur des séries éliminatoires.

### Oberliga
- 2004 : termine meilleur pointeur de la saison régulière.

## Statistiques
| Saison    | Équipe                               | Ligue         |    | Saison régulière | Saison régulière | Saison régulière | Saison régulière | Saison régulière |    | Séries éliminatoires | Séries éliminatoires | Séries éliminatoires | Séries éliminatoires | Séries éliminatoires |
| Saison    | Équipe                               | Ligue         | PJ | B                | A                | Pts              | Pun              | PJ               | B  | A                    | Pts                  | Pun                  |                      |                      |
| 1995-1996 | Riverains du Collège Charles-Lemoyne | Midget AAA    | 38 | 28               | 31               | 59               |                  | 4                | 1  | 1                    | 2                    |                      |                      |                      |
| 1997-1998 | Catamounts du Vermont                | ECAC          | 32 | 2                | 6                | 8                | 24               |                  |    |                      |                      |                      |                      |                      |
| 1998-1999 | Catamounts du Vermont                | ECAC          | 29 | 3                | 10               | 13               | 14               |                  |    |                      |                      |                      |                      |                      |
| 1999-2000 | Catamounts du Vermont                | ECAC          | 15 | 10               | 12               | 22               | 14               |                  |    |                      |                      |                      |                      |                      |
| 2000-2001 | Catamounts du Vermont                | ECAC          | 34 | 16               | 21               | 37               | 22               |                  |    |                      |                      |                      |                      |                      |
| 2001-2002 | Boardwalk Bullies d'Atlantic City    | ECHL          | 51 | 24               | 16               | 40               | 32               | 12               | 5  | 7                    | 12                   | 12                   |                      |                      |
| 2002-2003 | Boardwalk Bullies d'Atlantic City    | ECHL          | 70 | 39               | 46               | 85               | 93               | 19               | 13 | 9                    | 22                   | 14                   |                      |                      |
| 2002-2003 | Sound Tigers de Bridgeport           | LAH           | 2  | 1                | 0                | 1                | 0                | -                | -  | -                    | -                    | -                    |                      |                      |
| 2003-2004 | REV Bremerhaven                      | Oberliga      | 52 | 40               | 48               | 88               | 67               | 3                | 2  | 1                    | 3                    | 4                    |                      |                      |
| 2004-2005 | REV Bremerhaven                      | 2. Bundesliga | 48 | 24               | 40               | 64               | 52               | -                | -  | -                    | -                    | -                    |                      |                      |
| 2005-2006 | Heilbronner Falken                   | Oberliga      | 53 | 38               | 43               | 81               | 48               | -                | -  | -                    | -                    | -                    |                      |                      |
| 2006-2007 | Heilbronner Falken                   | Oberliga      | 48 | 30               | 57               | 87               | 0                | -                | -  | -                    | -                    | -                    |                      |                      |
| 2007-2008 | Heilbronner Falken                   | 2.bundesliga  | 51 | 20               | 40               | 60               | 62               | 8                | 1  | 5                    | 6                    | 27                   |                      |                      |
| 2008-2009 | Heilbronner Falken                   | 2.bundesliga  | 38 | 12               | 29               | 41               | 16               | -                | -  | -                    | -                    | -                    |                      |                      |
| 2009-2010 | Caron et Guay de Trois-Rivières      | LNAH          | 3  | 2                | 2                | 4                | 0                | -                | -  | -                    | -                    | -                    |                      |                      |
| 2009-2010 | Thunder de Stockton                  | ECHL          | 52 | 17               | 29               | 46               | 34               | 15               | 6  | 5                    | 11                   | 10                   |                      |                      |
| 2010-2011 | HC Fassa                             | Serie A       | 37 | 16               | 23               | 39               | 30               |                  |    |                      |                      |                      |                      |                      |
| 2011-2012 | Briançon                             | Ligue Magnus  | 21 | 10               | 19               | 29               | 24               | 4                | 1  | 1                    | 2                    | 0                    |                      |                      |
| 2011-2012 | Briançon                             | CdF           | 2  | 0                | 1                | 1                | 2                | -                | -  | -                    | -                    | -                    |                      |                      |
| 2011-2012 | Briançon                             | CdlL          | 6  | 0                | 5                | 5                | 8                | 4                | 3  | 4                    | 7                    | 4                    |                      |                      |